# Orénoque
Pour le paquebot, voir Orénoque.
L'Orénoque, en espagnol río Orinoco, est un fleuve en Amérique du Sud. Traversant la Colombie et le Vénézuela, il prend sa source au cerro Delgado Chalbaud dans la sierra Parima (plateau des Guyanes) et se jette dans l'océan Atlantique Nord par un delta de 25 000 km2. Il arrose les villes vénézuéliennes de Puerto Ayacucho, Ciudad Bolívar et Ciudad Guayana.
Avec un débit de 36 000 m3/s, l'Orénoque est l'un des fleuves ayant le débit le plus important au monde, après l'Amazone (209 000 m3/s) et le Congo (41 000 m3/s).
Les eaux de l'Orénoque se séparent en deux bassins versants. La branche nord constitue l'Orénoque proprement dit ; la branche sud est un défluent qui prend le nom de canal de Casiquiare et est naturellement relié à l'Amazone via le Rio Negro.
Les sources de l'Orénoque, dont la découverte avait été annoncée par Jean Chaffanjon en 1886, ne furent finalement reconnues qu'en 1951 par un autre Français, Joseph Grelier.

## Toponymie
Le nom du fleuve provient de l'otomaco (langue indigène éteinte) Orinucu.

## Un vaste delta

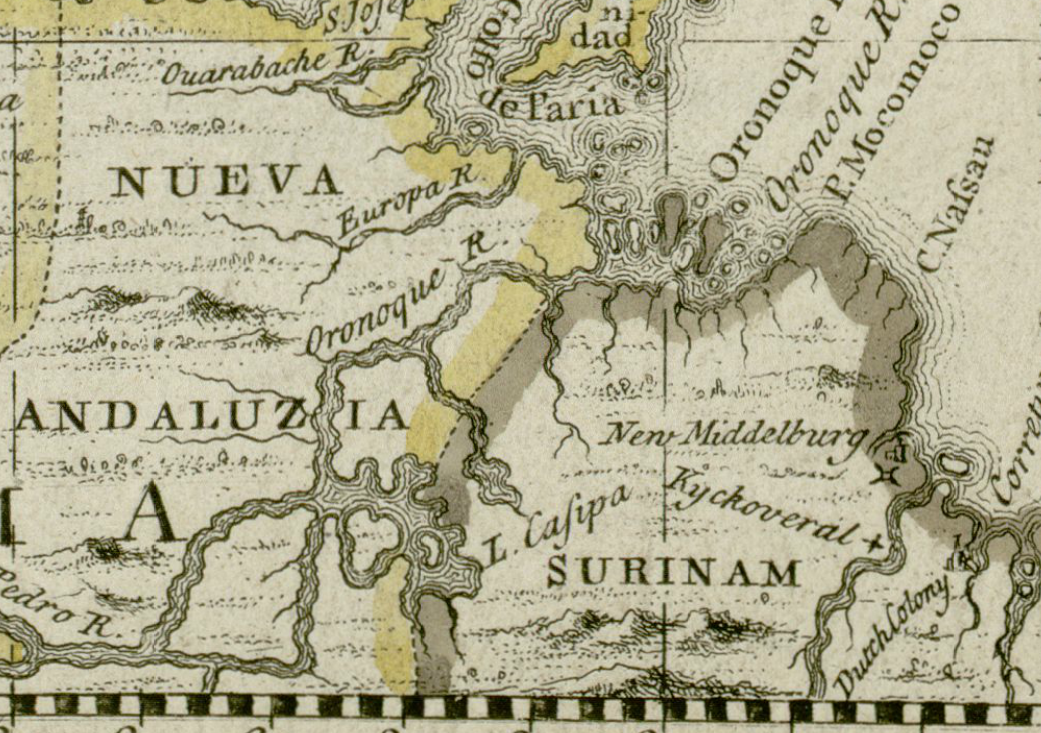
Rivière Orinoco à partir d'une carte britannique de 1680

Le delta de l'Orénoque occupe une vaste superficie atteignant  25 000 km2. Il commence à la hauteur de la localité de Barrancas del Orinoco. La petite ville est à 185 km de l'océan par la voie fluviale (soit par le rio Mereijna, un bras du delta). Depuis ce lieu, le bras principal du fleuve, suivant une direction ouest-est, va se diviser en de nombreux bras dont les principaux sont le rio Grande (le plus au sud) et le rio Mereijna (au centre). Deux autres bras se dirigent vers le nord. Le premier, le caño Macareo, se sépare du cours principal dès Barrancas del Orinoco et termine son cours en mer des Caraïbes au sud de Trinidad. Le second, le caño Manamo,  se détache du caño Macareo par sa rive gauche puis définit la frontière entre les États de Delta Amacuro d'une part  et Monagas d'autre part. Il  traverse la ville de Tucupita, puis se jette dans le golfe de Paria, en mer des Caraïbes.

## Hydrologie
Le débit moyen de l'Orénoque est de 36 000 m3/s (Weibezahn, 1990).
L'Orénoque possède un régime d'écoulement des eaux irrégulier avec une période de hautes eaux de juillet à octobre et une période d'étiage de janvier à avril. Ainsi le débit mensuel de l'Orénoque à Puente Angostura (français: pont d'Angostura), à cinq kilomètres en amont de Ciudad Bolívar, peut varier entre 3 398 m3/s et 85 963 m3/s alors que le module y est de 30 621 m3/s. La surface prise en compte à cet endroit est de 907 313 km2, c'est-à-dire 87,3 % de la totalité du bassin versant du fleuve. Ces chiffres excluent notamment l'important débit du Caroní.
La majeure partie du bassin de l'Orénoque bénéficie d'un climat tropical de mousson avec des pluies de l'ordre de 1 500 mm/an se concentrant de mai à octobre. La partie méridionale du bassin du fleuve bénéficie par contre d'un climat équatorial avec des précipitations abondantes toute l'année et comprises entre 2 000 et 3 000 mm/an.

## Affluents

### Rive droite
- Río Ventuari (500 km).
- Río Caura (643 km).
- Río Caroní (700 km).

Un sous-affluent du Caroní, la rivière Carrao, possède la plus haute chute d'eau du monde, le Salto Ángel.

### Rive gauche
- Río Meta (1 050 km).
- Río Guaviare (1 550 km).
- Río Apure (800 km).
- Río Arauca (800 km).
- Río Vichada (580 km).
- Río Capanaparo (560 km).
- Río Tomo (560 km).
- Río Cinaruco (480 km).

## Faune
La richesse de la faune de l'Orénoque est considérable. On y recense environ :
- 300 espèces de mammifères, comme le jaguar, le tapir, le fourmilier, le tatou, etc.
- 1 300 espèces d'oiseaux, dont plusieurs espèces de perroquets, le toucan, l'ara, le colibri, etc.
- 500 espèces de grenouilles ;
- présence de 2 requins-baleines en fonction des saisons[réf. nécessaire] ;
- 250 espèces de reptiles, comme le caïman, la matamata ou l'anaconda ;
- 1 000 espèces aquatiques, dont le boto, le piranha, le poisson-chien, l'anguille électrique ou encore le pterophylle altum.

## Flore
On recense plus de 30 000 espèces végétales dans la forêt tropicale bordant le fleuve.

## Géologie et économie
Le bassin de l'Orénoque est une zone importante économiquement pour le Venezuela, notamment par la présence de sables bitumineux en cours d'exploitation par les compagnies pétrolières.
La puissance chinoise continue d’investir et permet de développer son emprise sur la zone.

## Tribus indigènes
Les dernières tribus amérindiennes vivent le long de l'Orénoque. Elles représentent à peine 2 % de la population du Venezuela. La plupart de ces tribus sont en voie d'extinction.
- Warao, 18 000 individus ;
- Yanomami, 15 000 individus ;
- Piaroas, 14 500 individus, au nord de l'État d'Amazonas, dans la région du río Autana ;
- Caraïbes (ou Kalinagos, ou Karibs, ou Caribes), 7 000 individus ;
- Guahibo (ou Guajibo, ou Sikuani, ou Jivi, ou Jiwi), 5 000 individus ;
- Yaruro (ou Pumé), 3 000 individus ;
- Baniwa (ou Baniva, ou Baniua, ou Curripaco, ou Vaniva, ou Walimanai, ou Wakuenai), 400 individus ;
- Puinave (ou Wãnsöhöt), 240 individus ;
- Piapoko (ou Wenewika), 100 individus ;
- Mapoyo, 10 individus ;
- Hoti, surtout dans l'État de Bolívar ;
- Pemóns, exclusivement dans l'État de Bolívar, dans la région de la Gran Sabana (Canaima) ;
- Yecuana (ou Ye'kuana, ou Maiongong, ou Maquiritare, ou Makiritare, ou So'to), région du Haut-Orénoque, voisins des Yanomami ;
- Panare, dans l'État de Bolívar (région du río Suapure et du río Manapiare).

## Les expéditions

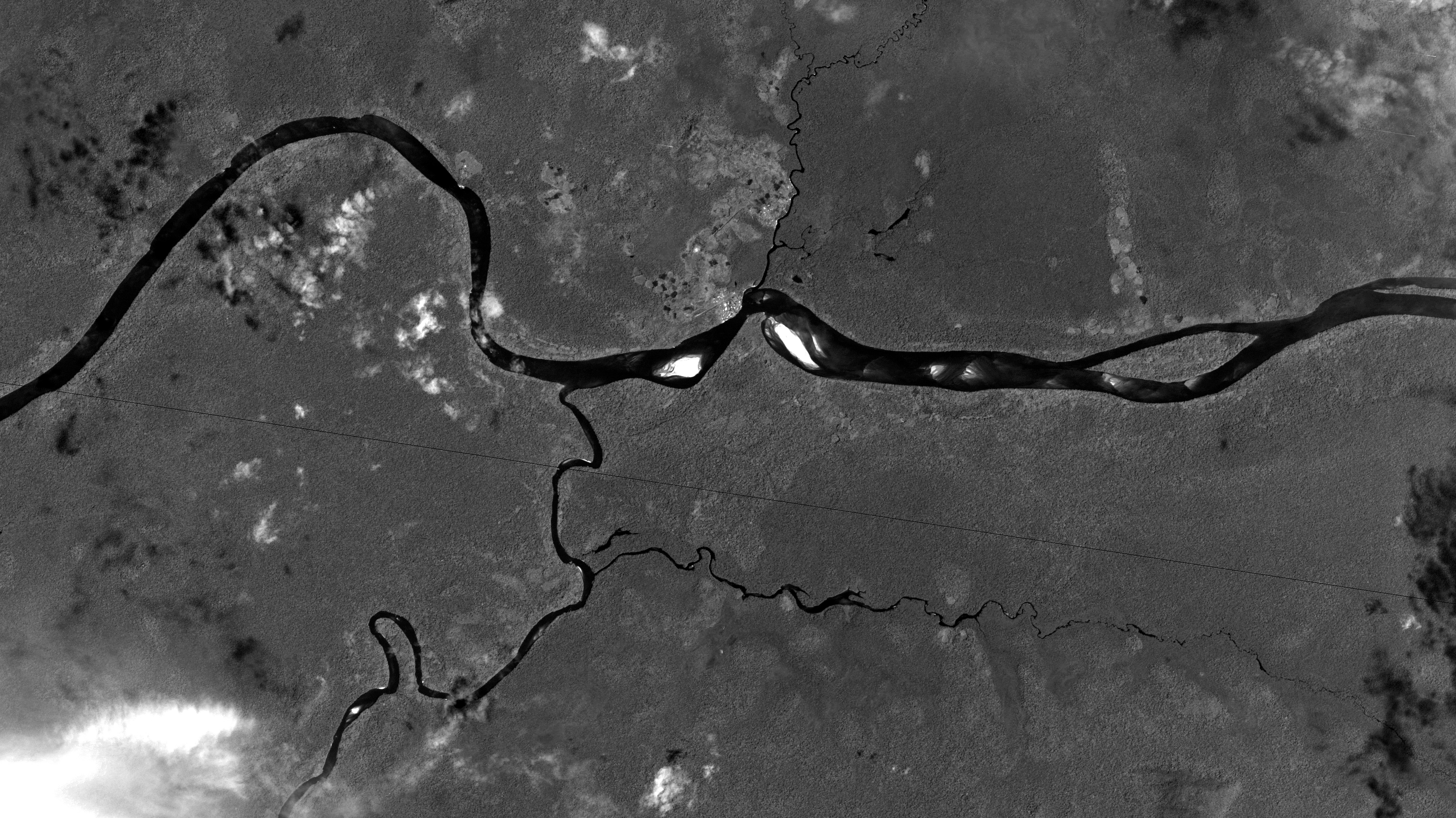
Vue aérienne de la fleuve Amazone, dans le bassin de l'Orénoque, prise en 2018, est la zone découverte par José Gumilla entre 1715 et 1737

José Gumilla, missionnaire jésuite espagnol qui, au 1715 et 1737, explora systématiquement le bassin de l'Orénoque. Le livre, publié en 1741, présente des détails sur le fleuve Orénoque et ses affluents, mais aussi les coutumes des habitants, maladies et traitements traditionnels, aliments, flore et faune, etc. Première étude sérieuse sur la région de l’Orénoque (Colombie et Venezuela actuels), le livre étonne par la qualité de ses observations anthropologiques et reste jusqu’aujourd’hui une référence pour ceux qui s’intéressent à la région.
En 1800, au cours d'un voyage de soixante-quinze jours, le géographe et explorateur allemand Alexander von Humboldt et le botaniste français Aimé Bonpland parcoururent l'Orénoque de l'embouchure du río Apure jusqu'à La Esmeralda (Venezuela), colonie fondée en 1760 par Diez de la Fuente. Humboldt décide de remonter un affluent de l'Amazone vers le canal de Casiquiare dont il relève rigoureusement la position. Humboldt et Bonpland ne sont pas les premiers Européens à emprunter cette voie, mais la rigueur de leurs relevés et de leurs descriptions lève les doutes quant à l'existence d'un passage navigable entre l'Amazone et l'Orénoque.
En 1880, Jules Crevaux part avec le pharmacien de la Marine Eugène Le Janne à Santa-Fé de Bogota, remonte le río Magdalena, en Colombie, franchit la cordillère des Andes et redescend en radeau vers l'Orénoque, par le río Guaviare qu'il baptise rio de Lesseps. Arrivé dans le delta de l'Orénoque, après avoir exploré 3 400 km de fleuve en 161 jours et récolté une ample moisson d'objets de botanique, de zoologie et d'anthropologie, le docteur Crevaux est épuisé et doit se reposer quelque temps parmi les Indiens Gouaraounos. Il rentre en France le 25 mars 1881 et est fait officier de la Légion d'honneur.
Jean Chaffanjon rêvait d'explorer des régions inconnues. Il parvient à se faire confier par le ministère de l'Instruction publique et des Beaux-Arts trois missions d'exploration entre 1884 et 1890 dans le bassin de l'Orénoque, dont il annoncera même avoir découvert les sources le 18 décembre 1886 (en fait, les véritables sources ne seront découvertes par le Français Joseph Grelier qu'en 1951).
En 1919, l'expédition Alexander H. Rice remonte l'Orénoque sur sa partie supérieure au Venezuela, mais prend part à une bataille désastreuse avec un groupe de Yanomami, qui peuvent être belliqueux mais ne sont en aucun cas cannibales, et ce fut le seul exemple au cours du XXe siècle d'une expédition scientifique tirant et tuant des peuples indigènes d'Amazonie. Cette expédition a continué, en 1920, à traverser le canal naturel de Casiquiare et à descendre le Rio Negro jusqu'à l'Amazonie à Manaus.
Peu avant la Seconde Guerre mondiale, le marquis Robert de Wavrin tenta de découvrir les sources de l'Orénoque. Malheureusement, des crues exceptionnelles mirent fin à son expédition alors qu'il était près du but.
Alain Gheerbrant a dirigé, de 1948 à 1950, l'expédition Orénoque-Amazone à laquelle ont également participé Pierre-Dominique Gaisseau, Jean Fichter, et Luis Saenz. Cette entreprise etnographique avait pour but la première traversée de la sierra Parima située sur le plateau des Guyanes, et la rencontre des populations amérindiennes locales inconnues du monde blanc : Guaharibo (Yanomami), Maquiritare, Piaroa, Puinave.
Les sources de l'Orénoque situées à Cerro Carlos Delgado Chalbaud (2° 19′ 05″ N, 63° 21′ 42″ W) ont été découvertes en 1951 par le Français Joseph Grelier de l'expédition franco-vénézuélienne qui est retournée et a exploré le cours de l'Orénoque supérieur jusqu'à la Sierra Parima près de la frontière avec le Brésil. Ce voyage d'exploration était dirigé  par l'officier de l'armée vénézuélienne Frank Risquez Iribarren.
L'expédition du roi Léopold III de Belgique, qui a navigué et exploré l'Orénoque en 1952 et à la fin de celui-ci a écrit le livre The High Orinoco en deux périodes dans lesquelles il recueille des notes détaillées et des photographies prises par le monarque lui-même.
En 1968, une expédition fut lancée par The Geographical Journal et Hovercraft de Manaus (Brésil) à Port of Spain (Trinidad). À bord d'un aéroglisseur SR.N6, les membres de l'expédition suivirent le fleuve Negro en amont jusqu'à son intersection avec le canal Casiquiare, à la frontière entre la Colombie et le Venezuela. Après avoir suivi le Casiquiare jusqu'au fleuve Orénoque, ils survolèrent les rapides périlleux des rivières Maipures et Atures. L'Orénoque fut ensuite traversé jusqu'à son embouchure dans le golfe de Paria, puis jusqu'à Port of Spain.

## Œuvres littéraires
- Le Superbe Orénoque est un roman de Jules Verne.
- Robinson Crusoé est un roman de Daniel Defoe où le héros, Robinson, vit 28 ans sur une île située dans l'embouchure du fleuve Orénoque.
- Remonter l'Orénoque est un roman de Mathias Énard.
- En radeau sur l'Orénoque est un récit d'aventure de Jules Crevaux.
- Le Partage des eaux, traduction française de Los pasos perdidos (publié en 1953), grand roman de l'écrivain cubain Alejo Carpentier (1904/1980). Tiré d'une expérience personnelle, le roman raconte l'aventure d'un musicologue qui remonte le cours de l'Orénoque à la recherche des origines de la musique. Grand roman initiatique, il est une étape décisive dans l'œuvre de l'écrivain cubain et une œuvre clef de la littérature latino-américaine du XXe siècle.
- Moravagine est un roman de Blaise Cendrars.
- Orénoque est un poème de Robert Ganzo.
- Orénoque est une pièce de théâtre d'Emilio Carballido.
- Aux sources de l'Orénoque, récit de la découverte des sources du fleuve. Joseph Grelier
- La Route du Poison, récit de voyage et essai d'ethnographie chez les indiens d'Amazonie. Joseph Grelier
- L'Expédition Orénoque-Amazone, récit du voyage reliant l'Orénoque à l'Amazone via la Sierra Parima, effectué entre 1948 et 1950 par Alain Gheerbrant et ses compagnons.
- Le Mystère de l'Orénoque, récit d'explorations par le marquis Robert de Wavrin qui tenta de découvrir la source de l'Orénoque avant la guerre 1939-1945 (publié à Paris en 1939).

## Ponts sur l'Orénoque
Jusqu'en 2006, un seul pont traversait le fleuve, près de Ciudad Bolívar. Un deuxième pont a été inauguré en novembre 2006, à Puerto Ordaz.

## Dans la culture populaire
Le fleuve est mentionné dans la comédie Pouic-Pouic de Jean Girault (1963) avec Louis de Funès comme le lieu d'un fabuleux gisement pétrolier sur le territoire de la tribu Bosso Tajo, se révélant en fait une escroquerie, point de départ du scénario.
Orinoco Flow est une chanson composée et interprétée par la chanteuse irlandaise Enya. Le titre de la chanson fait référence à la fois au fleuve Orénoque et au studio londonien (Orinoco Studios) où elle a été enregistrée.

### Filmographie
- Le documentaire Orénoque, le fleuve conquête (2010) de la série de télévision Les fleuves du monde.